# Jorge Arvizu
Jorge Arvizu   (Celaya, 23 de juliol de 1932 - Ciutat de Mèxic, 18 de març de 2014) va ser un actor de cinema, televisió i doblatge mexicà. També va ser conegut com "El Tata" Arvizu, sobrenom provinent d'un dels seus personatges, el qual va aparèixer a la sèrie de televisió La criada bien criada on interpretava un ancià, veí de la protagonista, reprenent-ho posteriorment a La Carabina de Ambrosio i al programa Mis huéspedes, amb María Victoria.

## Biografia

### Joventut
Va ser fill d'un funcionari que treballava al Departament Autònom Forestal de Caça i Pesca, la qual cosa va fer que viatgessin de manera constant i, per tant, no va rebre una educació formal, va viure a tots els poblats del Bajío. Als 11 anys va abandonar casa seva, va emprendre el llarg viatge de la vida i va fer de tot per guanyar-se el suport. Als 14 anys va treballar com a ajudant de mag, a més que va actuar com a pallasso en festes infantils.
Temps després se'n va anar a viure amb altres joves amb qui va preparar un xou titulat Río Rosa en un cabaret, on va realitzar un acte en què va fingir una catalèpsia durant tres dies.
Així mateix, va realitzar treballs de publicitat de carrer a través d'un personatge per al refresc Mission Orange fins que els comentaristes Fernando Marcos i José Ruiz Vélez el van trucar perquè fos part d'un projecte anomenat Tele Revista, en què va doblar acudits per a curts cinematogràfics, a més que va començar a escriure acudits, els va actuar i també els va doblegar.
A la televisió va iniciar com a ajudant d'utilleria i allà va conèixer Graciela Amador, anomenada Gachita Amador, que tenia un teatre infantil de ninots de guinyol, en què Arvizu va començar a treballar ia fer les veus a El Teatro Cucurucho.

### Arribada al doblatge
Entre els seus primers treballs es troben La dama i el rodamón el 1955. El 1958, el pioner del doblatge mexicà Carlos David Ortigosa va fundar l'empresa Cinematogràfica Interamericana S.A. (CINSA), en conjunt amb Robert W. Lerner, companyia en què 'El Tata' va començar a doblar molts dels personatges de programes com Els Bojos Adams, Els supersònics, Top Cat i Els Picapedra, entre d'altres.
Amb aquestes entrades a la carrera de doblatge, Arvizu no només traduïa el diàleg, ho actuava, ho interpretava i ho arreglava amb improvisacions a l'original, que en alguns casos van donar millors versions en castellà.
Es va distingir per la seva labor des de les dècades de 1950 i 1960, realitzant tota mena de veus en dibuixos animats i sèries per a televisió, a més de ser actor còmic, productor i escriptor de teatre, televisió i cinema. El seu talent també va ser reconegut als països llatinoamericans i Espanya on es coneix el seu treball. Per exemple: les veus de Súper Ratón i Les Urracas Parlanchinas i les sèries Merrie Melodies i Looney Tunes, de Warner Brothers (presentades en alguns països, com Fantasías animadas de ayer y hoy), amb personatges com Bugs Bunny i el Ànec Lucas, i; Popeye el marí de King Features Syndicate. A més de personificar Pepe Trueno i Huckleberry Hound a les versions de 1961 i 1962.
Però el seu gran èxit va ser en interpretar la veu de Pedro Picapedra a Els Picapedra. En l'únic llarg metratge d'aquesta famosa sèrie: El súper agent Picapedra, Jorge va interpretar quatre cançons, el tema del film: Con una cara así, Aquí estamos Pablo y yo, Qué bello estar en mi París y Cuando veas la luna. També entre les seves moltes veus de personatges animats estan Canito a “Canuto y Canito”, l'Ocell Boig, el Gat Felix, Mr. Magoo i personatges de la sèrie “Don Gato i la seva Colla”, com Benito Bodoque i Cucho, al costat de actors com els ja morts Víctor Alcocer i Julio Lucena.
A més, va portar protagònics (amb la seva veu) a desenes d'altres caricatures realitzades per Hanna-Barbera incloent, “Els Supersònics”, “Maguila Gorila”, “Els 4 Fantàstics” (com el malvat Doctor Doom), “El Show dels Banana Split”, “Scooby-Doo”, “Wheelie l'astut” i “Mandibulín” o les veus de Ringo Starr i George Harrison a la sèrie animada de “Los Beatles”, realitzada per Al Brodax.
També va prestar la seva veu per a sèries de televisió, com a "El Súper Agent 86", (fent la veu de Maxwell Smart), El Tío Lucas a “Los Locos Adams” i amb la veu del robot a “Perdidos a l'espai”, també va interpretar a la sèrie de "Batman" dels anys 60 el malvat conegut com El Pingüí, ia la sèrie animada també del mateix personatge, entre d'altres.

## Tributs
El gener del 2021 el president de Mèxic, Andrés Manuel López Obrador, va homenatjar Jorge Arvizu a la televisió nacional pel suport que l'actor va brindar al seu projecte polític anys enrere.